# Селком
Селком (івр. סלקום) — ізраїльська комунікаційна компанія, оператор стільникового зв'язку.
Компанія заснована в 1994 році. Селлком володіє 78,5 % акцій МБР і обслуговує близько трьох мільйонів клієнтів. Компанія має 360 точок збуту і 75 сервісних центрів країни, в яких працюють 7200 співробітників. Акції компанії еміссіровани як на Нью-Йоркській фондовій біржі, так і на Тель-Авівській фондовій біржі.